# Nippon Classic Register
NCR staat voor: Nippon Classic Register.
Dit is een Nederlands register dat tot doel heeft Japanse klassieke motorfietsen te registreren. Daarmee moet de onderdelenvoorziening eenvoudiger worden. De klassiekers moeten minstens 20 jaar uit de handel zijn.